# Карл фон Зиболд
Карл Теодор Eрнст фон Зиболд (на немски: Karl Theodor Ernst von Siebold) е германски физиолог и зоолог.

## Биография
Карл фон Зиболд е роден във Вюрцбург. Учил е в Гьотинген и Берлин. През 1840 година Зиболд става професор по физиология и сравнителна анатомия в Ерланген, а по-късно и във Фрайбург и Бреслау, където едновременно става и директор на физиологическия институт. По-късно е поканен в качеството си на професор по физиология и сравнителна анатомия в Мюнхен, а след това става и професор по зоология.
Зиболд допринася в значителна степен за развитието на строежа и начина на живот на редица безгръбначни животни.
През 1849 година Зиболд започва да издава в Лайпциг едно от най-добрите за времето си зооложки списания – „Цайтршрифт фюр Висеншлафтлихе Зоолодже“.

## Научни трудове
- „Lehrbuch d. vergl. Anatomie d. wirbellosen Thiere“ (Берлин, 1848)
- „Ueber die Band– und Blassenwurmer“ (Лайпциг, 1854)
- „Wahre Parthenogenesis bei Schmetterlingen und Bienen“ (Лайпциг, 1856)
- „Beiträge zur Parthenogenesis der Arthropoden“ (Лайпциг, 1871)
- „Die Süsswasserfische von Mitteleuropa“ (Лайпциг, 1863)